# Hedyosmum huascari
Hedyosmum huascari är en tvåhjärtbladig växtart som beskrevs av Macbride. Hedyosmum huascari ingår i släktet Hedyosmum och familjen Chloranthaceae. Inga underarter finns listade i Catalogue of Life.